# Route 148 (Nouveau-Brunswick)
La Route 148 est une route secondaire du Nouveau-Brunswick. La majeure partie de son tracé constitue l'ancien trajet de la route 8 avant l'ouverture de la voie de contournement de Marysville.

## Description du tracé
La route 148 débute à l'intersection avec la route 105 à Fredericton. Elle se dirige alors vers le nord en passant par les villages de Nashwaak Village, Durham Bridge, Ross et Pleasant Valley avant de se terminer à l'intersection avec la route 8 à South Portage.

## Histoire
La route a été numérotée en 2014 après que la route 8 ait été déplacée sur la voie de contournement de Marysville.

## Intersections majeures
| Comté                 | Ville           | km    | Destinations                  | Notes                               |
| --------------------- | --------------- | ----- | ----------------------------- | ----------------------------------- |
| York                  | Fredericton     | 0,00  | NB-105 – Minto, Mactaquac     | La NB-148 sud devient la NB-105 sud |
| York                  | Fredericton     | 1,40  | Vers NB-105 nord – Mactaquac  |                                     |
| York                  | Fredericton     | 4,20  | Promenade Brookside           | Carrefour giratoire                 |
| York                  | Taymouth        | 24,90 | NB-628 sud                    | Terminus nord de la NB-628          |
| York                  | Nashwaak Bridge | 31,10 | NB-107 vers NB-8 – Stanley    |                                     |
| York                  | South Portage   | 35,40 | NB-8 – Miramichi, Fredericton |                                     |
| - Transition de route |                 |       |                               |                                     |